# Lucius Vibullius Rufus
Lucius Vibullius Rufus (100-talet f.Kr.), antagligen romersk riddare, omnämns i Julius Caesars Commentarii de Bello Civili som Pompejus prefekt. 
Under Caesars intåg i Italien under romerska inbördeskriget skall denne Vibullius Rufus ha stött ihop med Lentulus Spinther som retirerade från Picenum, en stad som Caesar närmade sig. Vibullius Rufus tog kommandot över det fåtal trupper Lentelus förfogade över, och fortsatte därefter att samla ihop mer manskap från den närliggande trakten. Bland annat upptog han sex kohorter från Lucilius Hirrus som flydde från Camerinum. Totalt fick Vibullius Rufus ihop tretton kohorter och anslöt därefter till Domitius Ahenobarbus i Corfinium.